# Gilsfjörður
Der Gilsfjörður ist einer der südlichsten Westfjorde Islands. Es handelt sich hierbei um einen Ausläufer des Breiðafjörður, der diesen in östlicher Richtung verlängert. Er reicht etwa 10 km weit ins Land. Knapp 10 Kilometer östlich liegt der Bitrufjörður auf der Ostseite der Halbinsel.

## Verkehr
Der Vestfjarðavegur  überquert den Fjord auf einem über 3 Kilometer langen Damm und einer 65 Meter langen Brücke (Baujahr 1997) zwischen Saurbær und Króksfjarðarnes. Am Südufer des Fjordes verläuft der Steinsdalsvegur  und führt über die Steinsdalsheiði auf 29 km Länge bis in den Kollafjörður. 

## Muscheln aus der Eiszeit
Oberhalb von Saurbær lassen sich hoch über dem Fjord auf einem Hang versteinerte Muscheln aus der Eiszeit finden. Dies erklärt sich dadurch, dass in den Zwischeneiszeiten wie auch am Ende der Eiszeit die Gletscher schmolzen und daher kurzzeitig der Meeresspiegel anstieg und das Meer das Land überflutete. Gleichzeitig war jedoch die Last der Gletscher verschwunden, das Land buchstäblich leichter geworden und es erhob sich bald darauf wieder aus dem Meer.

## Trollsage zur Entstehung der Westfjorde
Eine Volkssage erzählt, dass Trolle diesen Fjord gegraben haben sollen, wie übrigens auch den Breiðafjörður. Die Trolle gruben hier, weil sie die Region der Westfjorde von der Hauptinsel abtrennen und aus ihr ein eigenes Trollreich machen wollten. 